# Gouvernement Berlusconi II
Pour les articles homonymes, voir gouvernement Berlusconi.
République italienne
Amato II Berlusconi III
Le gouvernement Berlusconi II (en italien : Governo Berlusconi II) est le 57e gouvernement de la République italienne entre le 11 juin 2001 et le 23 avril 2005, sous la XIVe législature du Parlement.
Il est dirigé par le conservateur libéral Silvio Berlusconi, vainqueur des élections générales à la majorité absolue avec sa coalition de centre droit. Il succède au gouvernement Amato II, de centre gauche, et cède le pouvoir au gouvernement Berlusconi III après une crise au sein de la majorité parlementaire.

## Coalition et historique
Dirigé par l'ancien président du Conseil des ministres libéral Silvio Berlusconi, il est constitué de la Maison des libertés (CDL), une coalition formée par Forza Italia (FI), l'Alliance nationale (AN), l'Union des démocrates chrétiens et du centre (UDC), la Ligue du Nord (LN), le Nouveau Parti socialiste italien (N-PSI) et le Parti républicain italien (PRI), qui disposent ensemble de 346 députés sur 617 à la Chambre des députés, soit 56,1 % des sièges, et de 176 sénateurs sur 321, soit 54,8 % des sièges.
Il a été nommé à la suite des élections législatives du 13 mai 2001 et succède au second gouvernement du social-démocrate Giuliano Amato, soutenu par la coalition de L'Olivier, dominée par les Démocrates de gauche (DS) et le Parti populaire italien (PPI). Après la déroute de la CDL aux élections régionales des 3 et 4 avril 2005, l'AN et l'UDC critiquent le poids trop important de la Lega dans la coalition. Le vice-président du Conseil, Marco Follini, remet sa démission le 18 et son parti menace alors de se retirer de la coalition.
Deux jours plus tard, Berlusconi présente la démission de son gouvernement au président de la République, Carlo Azeglio Ciampi. Ce dernier lui confie, le 22 avril, la tâche de constituer le nouvel exécutif. Le gouvernement Berlusconi III est nommé dès le lendemain, avec la même coalition.
Avec un mandat de trois ans, dix mois et douze jours, il est le gouvernement le plus durable de la République italienne et le deuxième plus durable depuis l'unification italienne.

## Composition

### Initiale (11 juin 2001)
| Fonction | Titulaire | Titulaire                                                                      | Parti |
| --- | --------- | ------------------------------------------------------------------------------ | ----- |
| Président du Conseil des ministres                                                                                                  |           | Silvio Berlusconi                                                              | FI    |
| Vice-président du Conseil des ministres                                                                                             |           | Gianfranco Fini                                                                | AN    |
| Ministres sans portefeuille |           |                                                                                |       |
| Ministre pour les Réformes institutionnelles et la Dévolution                                                                       |           | Umberto Bossi (jusqu'au 19/07/2004) Roberto Calderoli                          | LN    |
| Ministre pour les Politiques communautaires                                                                                         |           | Rocco Buttiglione                                                              | UDC   |
| Ministre pour l'Application du programme du gouvernement                                                                            |           | Giuseppe Pisanu (jusqu'au 03/07/2002) Claudio Scajola (à partir du 28/08/2003) | FI    |
| Ministre pour la Fonction publique et la Coordination des services de renseignement Ministre pour la Fonction publique (29/11/2002) |           | Franco Frattini (jusqu'au 14/11/2002)                                          | FI    |
| Ministre pour la Fonction publique et la Coordination des services de renseignement Ministre pour la Fonction publique (29/11/2002) |           | Luigi Mazzella                                                                 | Sans  |
| Ministre pour les Affaires régionales                                                                                               |           | Enrico La Loggia                                                               | FI    |
| Ministre pour les Relations avec le Parlement                                                                                       |           | Carlo Giovanardi                                                               | UDC   |
| Ministre pour l'Innovation et la Technologie                                                                                        |           | Lucio Stanca                                                                   | FI    |
| Ministre pour l'Égalité des chances                                                                                                 |           | Stefania Prestigiacomo                                                         | FI    |
| Ministre pour les Italiens dans le monde                                                                                            |           | Mirko Tremaglia                                                                | AN    |
| Ministres |           |                                                                                |       |
| Ministre des Affaires étrangères |           | Renato Ruggiero (jusqu'au 06/01/2002)                                          | Sans  |
| Ministre des Affaires étrangères |           | Silvio Berlusconi (intérim) Franco Frattini (14/11/2002 - 18/11/2004)          | FI    |
| Ministre des Affaires étrangères |           | Gianfranco Fini                                                                | AN    |
| Ministre de l'Intérieur |           | Claudio Scajola (jusqu'au 03/07/2002) Giuseppe Pisanu                          | FI    |
| Ministre de la Justice |           | Roberto Castelli                                                               | LN    |
| Ministre de la Défense |           | Antonio Martino                                                                | FI    |
| Ministre de l'Économie et des Finances                                                                                              |           | Giulio Tremonti (jusqu'au 03/07/2004) Silvio Berlusconi (intérim)              | FI    |
| Ministre de l'Économie et des Finances                                                                                              |           | Domenico Siniscalco (à partir du 16/07/2004)                                   | Sans  |
| Ministre des Activités productives                                                                                                  |           | Antonio Marzano                                                                | FI    |
| Ministre des Communications |           | Maurizio Gasparri                                                              | AN    |
| Ministre des Politiques agricoles et forestières                                                                                    |           | Gianni Alemanno                                                                | AN    |
| Ministre de l'Environnement et de la Protection du territoire                                                                       |           | Altero Matteoli                                                                | AN    |
| Ministre des Infrastructures et des Transports                                                                                      |           | Pietro Lunardi                                                                 | Sans  |
| Ministre du Travail et des Politiques sociales                                                                                      |           | Roberto Maroni                                                                 | LN    |
| Ministre de la Santé |           | Girolamo Sirchia                                                               | Sans  |
| Ministre de l'Éducation, de l'Enseignement supérieur et de la Recherche                                                             |           | Letizia Moratti                                                                | FI    |
| Ministre pour les Biens et les Activités culturels                                                                                  |           | Giuliano Urbani                                                                | FI    |

### Remaniement du 3 décembre 2004
| Fonction                                                                 | Titulaire | Titulaire              | Parti |
| ------------------------------------------------------------------------ | --------- | ---------------------- | ----- |
| Président du Conseil des ministres                                       |           | Silvio Berlusconi      | FI    |
| Vice-président du Conseil des ministres Ministre des Affaires étrangères |           | Gianfranco Fini        | AN    |
| Vice-président du Conseil des ministres                                  |           | Marco Follini          | UDC   |
| Ministres sans portefeuille                                              |           |                        |       |
| Ministre pour les Réformes institutionnelles et la Dévolution            |           | Roberto Calderoli      | LN    |
| Ministre pour les Politiques communautaires                              |           | Rocco Buttiglione      | UDC   |
| Ministre pour l'Application du programme du gouvernement                 |           | Claudio Scajola        | FI    |
| Ministre pour la Fonction publique                                       |           | Mario Baccini          | UDC   |
| Ministre pour les Affaires régionales et l'Autonomie locale              |           | Enrico La Loggia       | FI    |
| Ministre pour les Relations avec le Parlement                            |           | Carlo Giovanardi       | UDC   |
| Ministre pour l'Innovation et la Technologie                             |           | Lucio Stanca           | FI    |
| Ministre pour l'Égalité des chances                                      |           | Stefania Prestigiacomo | FI    |
| Ministre pour les Italiens dans le monde                                 |           | Mirko Tremaglia        | AN    |
| Ministres                                                                |           |                        |       |
| Ministre de l'Intérieur                                                  |           | Giuseppe Pisanu        | FI    |
| Ministre de la Justice                                                   |           | Roberto Castelli       | LN    |
| Ministre de la Défense                                                   |           | Antonio Martino        | FI    |
| Ministre de l'Économie et des Finances                                   |           | Domenico Siniscalco    | Sans  |
| Ministre des Activités productives                                       |           | Antonio Marzano        | FI    |
| Ministre des Communications                                              |           | Maurizio Gasparri      | AN    |
| Ministre des Politiques agricoles et forestières                         |           | Gianni Alemanno        | AN    |
| Ministre de l'Environnement et de la Protection du territoire            |           | Altero Matteoli        | AN    |
| Ministre des Infrastructures et des Transports                           |           | Pietro Lunardi         | Sans  |
| Ministre du Travail et des Politiques sociales                           |           | Roberto Maroni         | LN    |
| Ministre de la Santé                                                     |           | Girolamo Sirchia       | Sans  |
| Ministre de l'Éducation, de l'Enseignement supérieur et de la Recherche  |           | Letizia Moratti        | FI    |
| Ministre pour les Biens et les Activités culturels                       |           | Giuliano Urbani        | FI    |